# 挙母町
挙母町（ころもちょう）は、愛知県豊田市挙母地区にある町名。現行行政地名は挙母町1丁目から挙母町5丁目。

## 地理
豊田市西部、矢作川の西岸に位置する。東は白浜町、西は元城町、南は十塚町、北は神明町、北西は桜町、南東は八幡町に接する。

## 世帯数と人口
2019年（令和元年）12月1日現在の世帯数と人口は以下の通りである。
| 町丁         | 世帯数  | 人口  |
| ------------ | ------- | ----- |
| 挙母町1丁目  | 64世帯  | 130人 |
| 挙母町2丁目  | 14世帯  | 28人  |
| 挙母町3丁目  | 52世帯  | 122人 |
| 挙母町4丁目  | 42世帯  | 105人 |
| 挙母町5丁目  | 100世帯 | 243人 |
| 挙母町(合計) | 272世帯 | 628人 |

### 人口の変遷
国勢調査による人口の推移
| 1995年（平成7年）  | 543人 | [ WEB 4 ] |  |
| 2000年（平成12年） | 537人 | [ WEB 5 ] |  |
| 2005年（平成17年） | 516人 | [ WEB 6 ] |  |
| 2010年（平成22年） | 498人 | [ WEB 7 ] |  |
| 2015年（平成27年） | 614人 | [ WEB 8 ] |  |

## 歴史
西加茂郡挙母村を前身とする。江戸期は、周辺一帯が挙母城（七州城）を中心とする城下町として存在した（詳細は豊田市#歴史を参照）。

### 町名の由来
垂仁天皇の子である大中津日子命を祖とする許呂母別が、三河国加茂郡に住み着いたことによるとされる。

### 沿革

#### 大字挙母
- 1871年（明治4年） - 廃藩置県により、挙母城下が挙母村となる[1]。
- 1889年（明治22年）10月1日 - 町村制に基づく西加茂郡挙母村となる[1]。
- 1892年（明治25年）1月15日 - 町制施行に伴い、挙母町となる[1]。
- 1906年（明治39年）7月1日 - 合併に伴い、挙母町大字挙母となる[1]。
- 1951年（昭和26年）3月1日 - 市制施行に伴い、挙母市大字挙母となる[1]。
- 1959年（昭和34年）
  - 1月1日 - 豊田市大字挙母となる。同時に挙母地区第1次町名変更に伴い、一部より以下の町名が成立[1]。
    - 朝日ケ丘・上挙母・神田町・久保町・小坂町・小坂本町・挙母町・桜町・樹木町・昭和町・白浜町・中島町・新生町・砂町・司町・月見町・常盤町・十塚町・日南町・八幡町・日之出町・広路町・松ケ枝町・瑞穂町・御幸町・元城町・若宮町・喜多町・竹生町・神明町・西町・朝日町・栄町・陣中町・錦町・丸山町・元宮町・平芝町・金谷町・下林町

  - 5月1日 - 挙母地区第2次町名変更に伴い、残部が小川町・細谷町・鴻ノ巣町・衣ケ原・三軒町・深田町・元町・横山町・広久手町・柿本町となり廃止[1]。

#### 挙母町
- 1959年（昭和34年）1月1日 - 挙母市の豊田市改称と同時に、大字挙母の一部より挙母町が成立[1]。

## 学区
市立小・中学校に通う場合、学区は以下の通りとなる。また、公立高等学校に通う場合の学区は以下の通りとなる。
| 町丁・丁目 | 番・番地等 | 小学校             | 中学校               | 高等学校 |
| ---------- | ---------- | ------------------ | -------------------- | -------- |
| 挙母町     | 全域       | 豊田市立元城小学校 | 豊田市立崇化館中学校 | 三河学区 |

## 交通
鉄道は通っておらず、名鉄三河線の豊田市駅が最寄りとなる。

### 道路
西部から北部へ国道153号が、南部から西部へ国道248号が通り、両者は挙母町一丁目交叉点から挙母町一丁目北交叉点まで重複区間となっている。
また挙母町一丁目交叉点を起点として東に国道301号が伸びる。

### バス
名鉄バス豊田東市内線の「豊田本町（とよたほんまち）」停留所が所在。また北部では桜町にある「桜町」停留所も利用可能。

## 施設
- あいち銀行豊田支店・豊田浄水支店（一丁目）
- 東邦ガス豊田営業所（一丁目）
- ものづくり創造拠点 SENTAN（二丁目）
- にぎりの徳兵衛豊田挙母店（四丁目）
- 豊田市立挙母こども園（五丁目）
- 挙母神社（五丁目）
- 瑞光院（五丁目）
- V・drug挙母店（五丁目）

## ギャラリー
- 挙母神社
- ものづくり創造拠点 SENTAN
- 愛知銀行豊田支店

## その他

### 日本郵便
- 郵便番号 : 471-0023[WEB 2]（集配局：豊田郵便局[WEB 9]）。

### WEB
1. 1 2 3  “豊田市の人口　2019年12月1日現在人口　詳細データ - 町別面積・人口・世帯数”.   豊田市 (2019年12月12日). 2021年6月19日閲覧。
2. 1 2  “愛知県 豊田市 挙母町の郵便番号”.  日本郵便. 2020年4月25日閲覧。
3. ↑  “市外局番の一覧”.   総務省. 2019年6月24日閲覧。
4. ↑  総務省統計局 (2014年3月28日). “平成7年国勢調査の調査結果(e-Stat) - 男女別人口及び世帯数 －町丁・字等” (CSV). 2019年4月27日閲覧。
5. ↑  総務省統計局 (2014年5月30日). “平成12年国勢調査の調査結果(e-Stat) - 男女別人口及び世帯数 －町丁・字等” (CSV). 2019年4月27日閲覧。
6. ↑  総務省統計局 (2014年6月27日). “平成17年国勢調査の調査結果(e-Stat) - 男女別人口及び世帯数 －町丁・字等” (CSV). 2019年4月27日閲覧。
7. ↑  総務省統計局 (2012年1月20日). “平成22年国勢調査の調査結果(e-Stat) - 男女別人口及び世帯数 －町丁・字等” (CSV). 2019年4月27日閲覧。
8. ↑  総務省統計局 (2017年1月27日). “平成27年国勢調査の調査結果(e-Stat) - 男女別人口及び世帯数 －町丁・字等” (CSV). 2019年4月27日閲覧。
9. ↑  “郵便番号簿 2018年度版” (PDF).   日本郵便. 2019年6月10日閲覧。

### 書籍
1. 1 2 3 4 5 6 7 8 9 10  「角川日本地名大辞典」編纂委員会 1989, p. 584.
2. ↑  “2019年度豊田市立小中学校区一覧表”.   豊田市 (2019年6月26日). 2021年6月19日閲覧。
3. ↑  “平成29年度以降の愛知県公立高等学校（全日制課程）入学者選抜における通学区域並びに群及びグループ分け案について”.   愛知県教育委員会 (2015年2月16日). 2021年6月19日閲覧。